# Badri Teymourtash
Badri Teymourtash (en persa: بدری تیمورتاش‎; Mashhad,1908-1995) fue una médica odontóloga iraní, conocida como la «Madre de la odontología» en Irán. Fue la primera mujer dentista en Irán.

## Biografía
Nacida en 1908 en Mashhad en el seno de una influyente familia iraní, era hermana de la segunda personalidad política más poderosa de Irán durante la dinastía Pahlavi, Abdolhossein Teymourtāsh. Fue enviada a Bélgica a finales de la década de 1920 y se matriculó en la Facultad de Odontología.
Al graduarse de la Facultad de Odontología, se cree que consideró mudarse al Congo Belga para realizar un trabajo humanitario. Sin embargo, la caída en desgracia de Abdolhossein Teymourtash en 1932 la llevó a regresar a Irán donde, junto con la esposa y los hijos de Teymourtash, soportó ocho años de arresto domiciliario y exilio a las lejanas propiedades de la familia en Jorasan. Tras la abdicación de Reza Shah en 1941, de conformidad con una amnistía general, todos los presos políticos fueron liberados y Badri Teymourtash se mudó a Mashad, donde se dedicó a la odontología.
En 1965 junto a Esmael Sondoozi fundaron la Facultad de Odontología de la Universidad de Mashhad. También enseñó en esa escuela y de 1966 a 1967 se desempeñó como vicedecana de finanzas. Fue decana de la facultad en 1967. Esta es la primera vez que una mujer obtuvo ese puesto, por lo cual hizo historia como la primera decana de Irán.
Se jubiló en 1989 y murió en 1995. Fue enterrada en el Santuario Sagrado (Sahne Azadi) en Mashhad.
La biblioteca de la Facultad de Odontología de la Universidad de Mashhad fue rebautizada en su honor.